# Grijze reuzenkangoeroe
De grijze reuzenkangoeroe of oostelijke grijze reuzenkangoeroe (Macropus giganteus) is een forse soort kangoeroe, waarvan de vrouwtjes en mannetjes flink verschillen in grootte en gewicht. Bij vrouwtjes is de lengte van kop en romp samen ongeveer 1,85 m en de staart omstreeks 85 cm, bij een gewicht van rond 42 kg. Bij de mannetjes kan de kop-romplengte maximaal zo'n 2,30 m bereiken, terwijl de staart ongeveer 1,10 m lang kan zijn, bij een gewicht tot 85 kg. De vacht is grijsbruin aan de rugkant, bleker aan de buikzijde en op de poten. De oren zijn lang, donkerbruin van buiten, lichtgrijs van binnen met een witachtige franje. Het laatste derde deel van de staart is zwartachtig. De snuit is fijnbehaard. Het dier is vooral actief tijdens de nacht en de schemering en rust overdag in de schaduw van dichte vegetatie. Het is een vegetariër die vooral een verscheidenheid aan grassoorten eet, hoewel ook kruidachtige planten, zaailingen van bomen en struiken, varens en zaden op het menu staan. Vooral tijdens het foerageren bewegen de dieren in soms grote groepen. Net als bij andere buideldieren wordt een klein, onderontwikkeld, kaal jong geboren dat naar de buidel van de moeder kruipt en zich daar verder ontwikkelt. De soort komt in het wild uitsluitend voor in oostelijk Australië. De oostelijke en de westelijke grijze reuzenkangoeroe (Macropus fuliginosus) vormen samen het geslacht Macropus. Ondanks de soortaanduiding giganteus is de grijze reuzenkangoeroe niet de grootste soort kangoeroe. Dat is - met een klein verschil - de rode reuzenkangoeroe (Osphranter rufus).

## Beschrijving

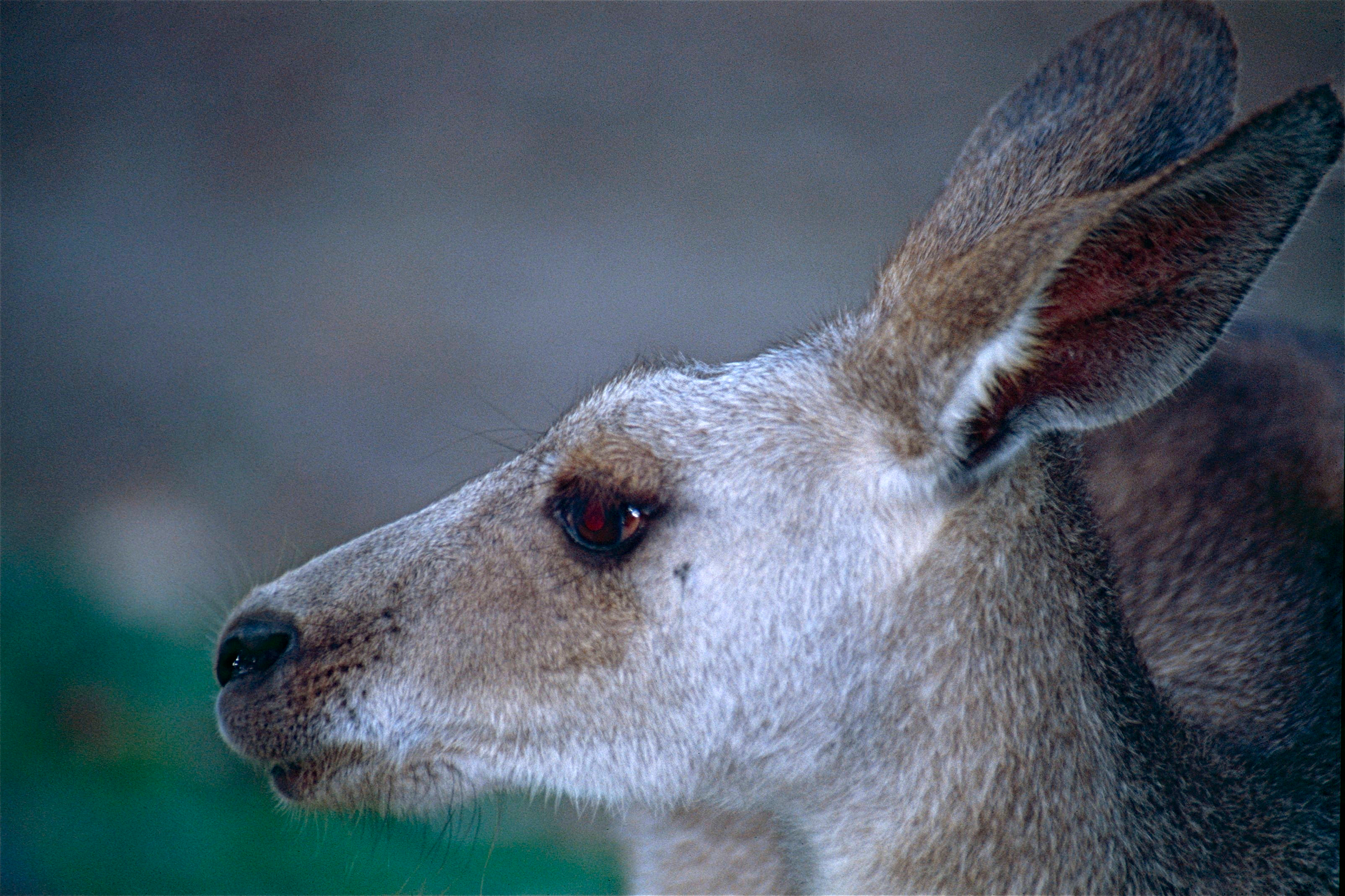
De kop is licht met een smalle donkere rand rond de ogen en alleen een smalle ring kale huid rond de neusgaten.

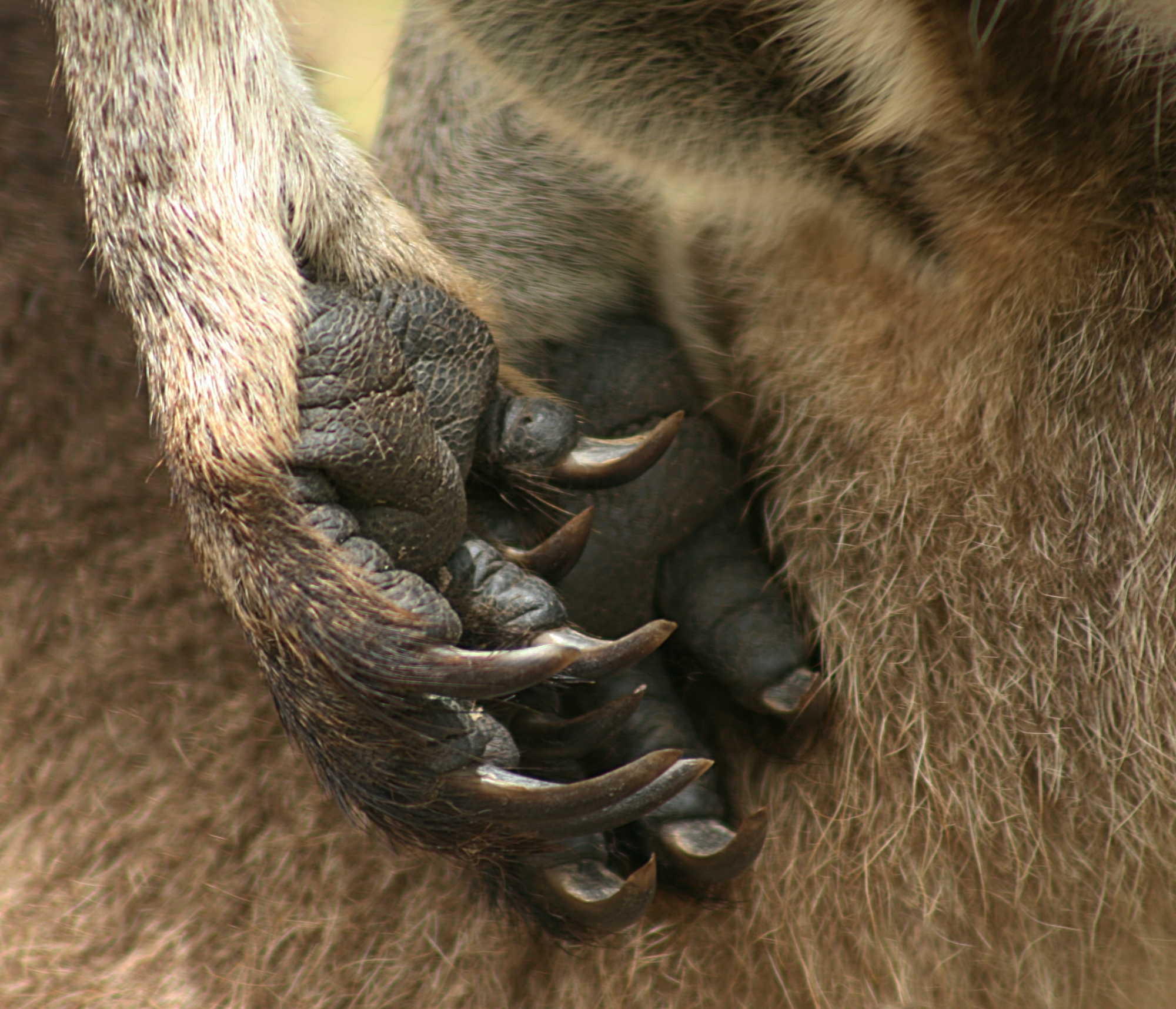
De voorpoten hebben vijf krachtige vingers met gekromde bruine klauwen.

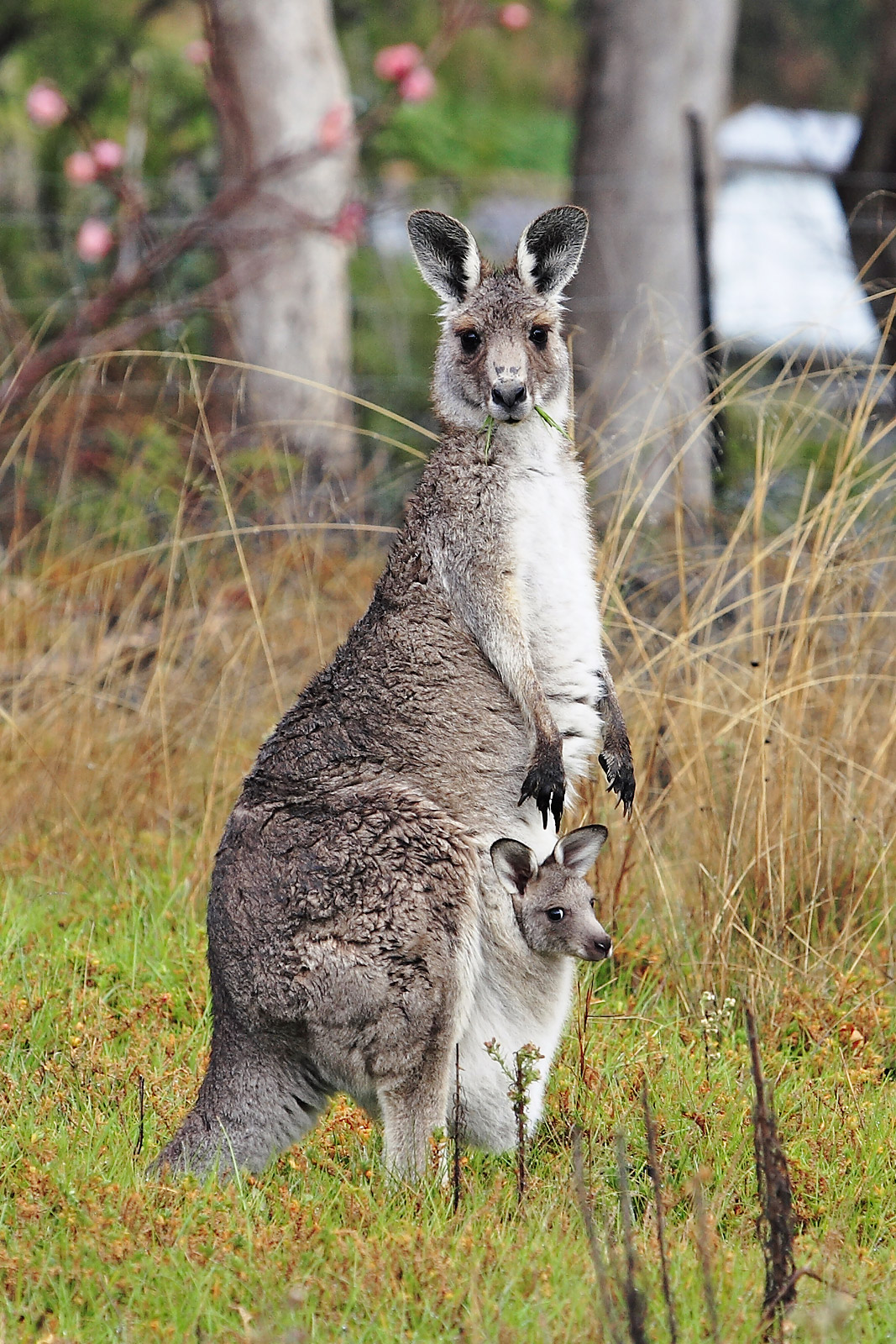
Moeder met buideljong.

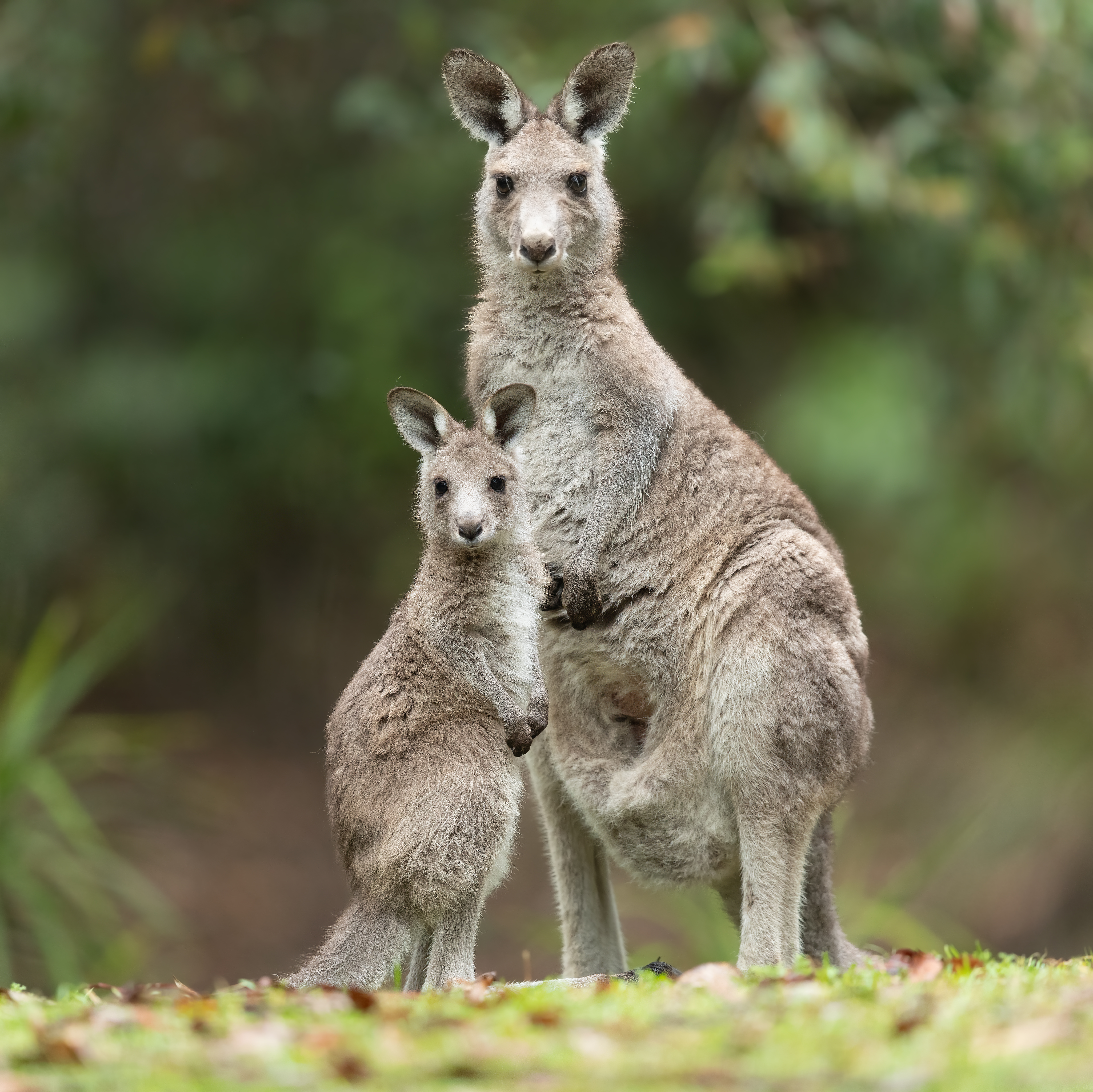
Moeder met jong buiten de buidel.

De oostelijke grijze reuzenkangoeroe is een grote kangoeroe met een zachte, relatief uniforme licht- tot donkergrijze vacht die aan de buikkant bleker is en een vage donkere streep heeft over de ruggenwervels. Dieren uit het noorden van Queensland hebben een korte vacht, terwijl die uit de zuidelijke hooglanden en Tasmanië een langere, dichtere en wollige vacht hebben. Mannetjes worden groter dan vrouwtjes en op rijpere leeftijd worden de kop, borst en voorpoten relatief nog groter en sterker. Mannetjes wegen tot bijna 90 kg terwijl vrouwtjes niet veel zwaarder zijn dan 40 kg. De iris is donkerbruin en de wimper is lang en donkerbruin tot zwart van kleur. De snorharen zijn goed ontwikkeld en donkerbruin tot zwart van kleur. De huid van de oren is donker gepigmenteerd, het haar aan de buitenkant heeft dezelfde kleur of iets donkerder dan dat op de rug, terwijl de beharing aan de binnenkant van het oor dun en wit van kleur is. De vingers, tenen en het achterste derde deel van de staart zijn meestal roetachtig gekleurd. De huid van de oostelijke grijze reuzenkangoeroe bestaat bijna volledig uit een papillaire laag, terwijl de reticulaire laag bijna afwezig is. Vrouwtjes van de oostelijke grijze reuzenkangoeroe hebben vier gescheiden melkklieren met individuele tepels die zich op de buikwand bevinden in de buidel. Bij jonge dieren ontwikkelt elk van de vier tepels zich in een instulping van de huid en komt naar buiten als het dier geslachtsrijp wordt op een leeftijd van 14 tot 18 maanden. In tegenstelling tot melk van placentadieren, heeft de melk van buideldieren een hoog eiwit-, vet-, ijzer- en kopergehalte, een laag lactosegehalte, en vergelijkbare hoeveelheden vitamines. De samenstelling van de melk van elke zoogklier veranderde tijdens de melkgift. Aan het eind van de melkgift is de concentratie vet gestegen tot ongeveer 17%, en de hoeveelheid lactose gedaald tot ongeveer 4%, terwijl het eiwitgehalte relatief constant is met 7 tot 8%. Oostelijke grijze kangoeroes zijn grote grazers, die de voorkeur geven aan habitats met een mix van bos en gras. De gemiddelde levensverwachting van dieren in het wild als ze eenmaal zelfstandig zijn, is acht tot tien jaar, maar ongeveer de helft van de jongen sterft voordat ze zelfstandigheid bereiken. Er wordt geschat dat deze soort in het wild maximaal ongeveer twintig jaar oud kan worden en een exemplaar in een dierentuin werd vijfentwintig jaar oud.

### Anatomie

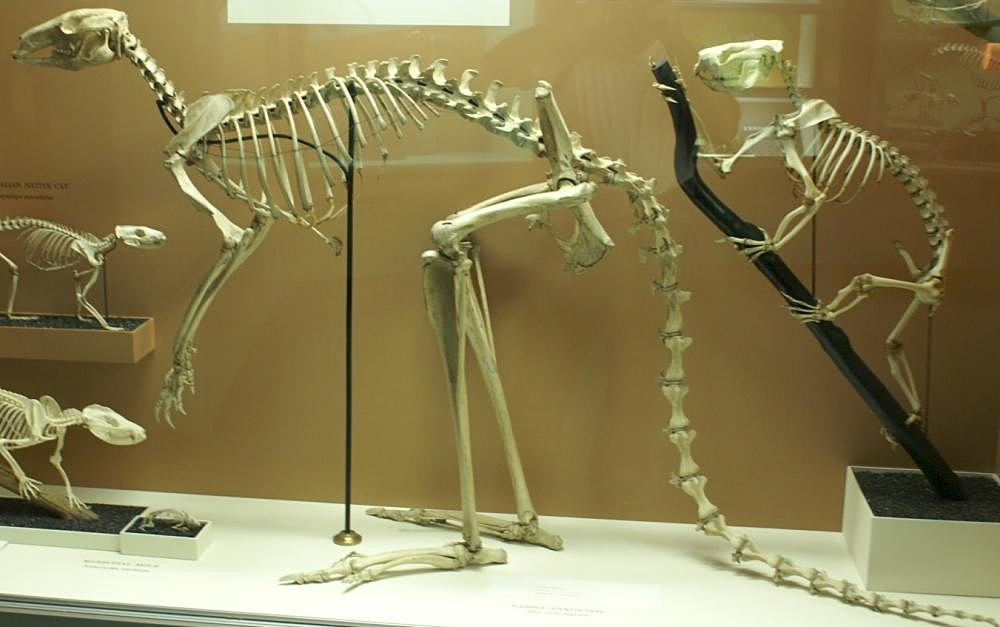
Skelet

Net als bij andere kangoeroes, is het gebit van de oostelijke grijze reuzenkangoeroe afgeleid van dat van dwergbuidelmuizen en koeskoezen, maar met slechts een paar voortanden in de onderkaak in plaats van twee, gevolgd door een duidelijke tandloze ruimte en vervolgens robuuste kiezen. De tandformule van de volwassen oostelijke grijze reuzenkangoeroe is 3.0.2.41.0.2.4 × 2 = 32, dat wil zeggen drie snijtanden, geen hoektanden, twee valse kiezen en vier ware kiezen in elke helft van de bovenkaak, en een snijtand, geen hoektanden, twee valse kiezen en vier ware kiezen in elke helft van de onderkaak. Dit is gelijk aan de tandformule van de andere kangoeroesoorten. Het enige paar onderste snijtanden staat recht naar voren gericht en niet naar boven, een gemeenschappelijk kenmerk van de klimbuideldieren. Eerst verschijnen twee melkkiezen, gevolgd door de voorste volwassen kies. Naarmate de kangoeroe ouder wordt, blijven kiezen doorkomen totdat het volledige aantal van vier (soms vijf) is bereikt. De twee melkkiezen vallen uiteindelijk ongeveer tegelijkertijd uit en worden vervangen door een valse kies, terwijl de hele rij kiezen daarachter naar voren schuift over de kaakrand. Het skelet van de oostelijke grijze reuzenkangoeroe vertoont een aantal gemeenschappelijke kenmerken met de meeste andere buideldieren, waaronder een onvolledige voorste atlasboog, negentien wervels in de romp, borstwervels met goed ontwikkelde dwarsuitsteeksels die secundaire gewrichtsvlakken vormen voor de ribben, prominente uitsteeksels die het grootst zijn in de lendenwervels, een heiligbeenwervel, een extra reeks bogen aan de onderkant van de staartwervels waar bloedvaten doorheen lopen, een venster in het opperarmbeen en een paar buidelbeenderen die scharnieren met het schaambeen. De voorpoten hebben elk vijf lange flexibele vingers, elk met een lange, gebogen en puntige donkere nagel die wordt gebruikt bij het verzorgen of krabben en ter verdediging. De voorpoten kunnen worden gebruikt om aan planten naar de bek te trekken  of om voedsel vast te houden dat eerst met de mond is opgepakt. Aan de achterpoten is de grote teen is afwezig. De tweede en derde teen zijn met elkaar vergroeid maar hebben wel afzonderlijke klauwen en worden gebruikt bij de huidverzorging. De vierde teen is erg groot en heeft een zware klauw, terwijl de vijfde teen kleiner maar vergelijkbaar is met de vierde.

### Ontwikkeling
Pasgeboren oostelijke grijze reuzenkangoeroes zijn naakt en blind, de oorschelpen zijn naar voren gericht met de rand nog vergroeid met de huid van de kop met een dun membraan, de voorpoten zijn goed ontwikkeld en de vingers dragen klauwen. De achterpoten zijn nog nauwelijks ontwikkeld. Pasgeborenen hechten zich aanvankelijk stevig aan één tepel, waar ze vervolgens gedurende het hele verblijf in de buidel aan blijven zuigen en ook daarna tot het moment dat ze worden gespeend. Als ze ouder dan zeven weken van de tepel worden gehaald, kunnen de jongen zich zonder hulp weer vastgemaken. Als ze uit de buidel vallen, kunnen jongen vanaf een leeftijd van bijna acht maanden staan en zelf de buidel weer inkruipen als de moeder stil blijft staan. Jongen verlaten de buidel voor het eerst vrijwillig op een leeftijd van iets meer dan negen maanden, in eerste instantie voor korte tijd, maar op de leeftijd van ongeveer tien en een halve maand keerden ze niet meer terug in de buidel.

### Chromosomen
De grijze reuzenkangoeroe heeft 16 paar homologe chromosomen (2n=32). Dieren met twee X-chromosomen ontwikkelen zich tot vrouwtjes en die met een X- en een Y-chromosoom tot mannetjes.

### Verschillen met andere kangoeroes
De oostelijke grijze reuzenkangoeroe heeft een bruinachtig grijze, weinig geschakeerde vacht afgezien van de lichtere onderkant en het zeer lichte, relatief smalle gezicht waarin de ogen extra afsteken door de donkere rand. De westelijke grijze reuzenkangoeroe heeft daarentegen een bruinachtige vacht, terwijl de lichte keel en oorranden sterk contrasteren met de donker gekleurde bredere kop waarin de ogen minder afsteken doordat ze niet omringt zijn met donker haar. Op de bovenkant van de dijen zit een lichte vlek die pas opvalt als je de westelijke van achteren ziet. De rode reuzenkangoeroe en beide grijze reuzenkangoeroes zijn van vergelijkbare grootte, vorm en houding en worden daarom wel verward. Van een afstand kunnen de soorten het gemakkelijkst worden onderscheiden aan hun vachtkleur. Bij de twee soorten grijze reuzenkangoeroes is de snuit fijn behaard, ook tussen de neusgaten en tot aan de bovenlip, met een smalle ring onbehaarde huid rondom elk individueel neusgat. De sterk dubbel gegroefde derde snijtand in elke helft van de bovenkaak is minstens even breed als de eerste en tweede snijtand samen. Bij de rode reuzenkangoeroe loopt te beharing uit in een driehoek waarvan de punt zich midden tussen de neusgaten bevindt.

## Taxonomie
De Engelse zoöloog George Shaw beschreef in 1790 een exemplaar van de oostelijke grijze reuzenkangoeroe dat was verzameld in Cooktown en gaf die de wetenschappelijke naam Macropus giganteus. In 1799 deelde de Franse natuuronderzoeker Bernard Germain de Lacépède verschillende zoogdieren in op basis van het gebit en hij noemde de soort Kangurus gigas. Shaw beschreef in het jaar 1800 een exemplaar uit de omgeving van Sydney die hij de naam Macropus major toekende. George Perry meende in 1811 dat deze soort een enorm knaagdier is en gaf de naam Dipus tridactylus. In 1817 beschreef Anselme Gaëtan Desmarest een exemplaar uit de buurt van Botany Bay onder de naam Kangurus labiatus. De oostelijke grijze reuzenkangoeroe wordt gerekend tot de orde Diprotodontia (klimbuideldieren), familie Macropodidae (kangoeroes), onderfamilie Macropodinae, geslacht Macropus. Er worden twee ondersoorten onderscheiden, Macropus giganteus giganteus van het Australische vasteland en Macropus giganteus tasmaniensis die alleen voorkomt op Tasmanië die morfogisch van elkaar te onderscheiden zijn, maar de genetische verschillen tussen beide ondersoorten zijn niet alleen klein, maar bovendien is de genetische diversiteit binnen de typische ondersoort groter dan tussen de beide ondersoorten.

### Verwantschap
Vergelijking van homoloog DNA heeft meer inzicht gegeven in de verwantschap van de oostelijke grijze reuzenkangoeroe. De nauwste verwant van de oostelijke grijze reuzenkangoeroe is de westelijke grijze reuzenkangoeroe. De gemeenschappelijke voorouder van de beide grijze reuzenkangoeroes is als eerste afgesplitst van de gemeenschappelijke voorouder van de geslachten Osphranter, Notamacropus en Wallabia. Het geslacht Osphranter waartoe de wallaroe, de antilopekangoeroe, de zwarte wallaroe en de rode reuzenkangoeroe behoren is als tweede afgesplitst van de gemeenschappelijke voorouder van de geslachten Notamacropus en Wallabia. Voorheen werd alleen Wallabia beschouwd als een zelfstandig geslacht, terwijl Osphranter en Notamacropus gezien werden als ondergeslachten van Macropus. Het onderzoek heeft echter aangetoond dat het geslacht Notamacropus nauwer verwant is aan Wallabia dan aan Osphranter en de beide grijze reuzenkangoeroesoorten. De consequentie daarvan is dat ofwel Wallabia had moeten worden opgenomen in Macropus, ofwel het geslacht Macropus moet worden opgesplitst. Er is voor de laatste oplossing gekozen omdat andere kangoeroe-geslachten een vergelijkbare ouderdom hebben als de drie voormalige ondergeslachten. Bovendien wijkt de moeraswallaby vrij sterk af van de overige soorten en heeft een ander chromosoomaantal, namelijk vrouwtjes 10 en mannetjes 11, één X-chromosoom en twee verschillende Y-chromosomen, Y1 en Y2 (♀2n=10;♂2n=11).
|  | oostelijke grijze reuzenkangoeroe |
|  |                                   |
|  | westelijke grijze reuzenkangoeroe |
|  |                                   |

|  | zwarte wallaroe                                                |
|  |                                                                |
|  | \| \| wallaroe \| \| \| \| \| \| antilopekangoeroe \| \| \| \| |
|  |                                                                |
|  | wallaroe                                                       |
|  |                                                                |
|  | antilopekangoeroe                                              |
|  |                                                                |

|  | wallaroe          |
|  |                   |
|  | antilopekangoeroe |
|  |                   |

|  | zwarte wallaroe                                                |
|  |                                                                |
|  | \| \| wallaroe \| \| \| \| \| \| antilopekangoeroe \| \| \| \| |
|  |                                                                |
|  | wallaroe                                                       |
|  |                                                                |
|  | antilopekangoeroe                                              |
|  |                                                                |

|  | wallaroe          |
|  |                   |
|  | antilopekangoeroe |
|  |                   |

|  | geslacht Notamacropus |
|  |                       |
|  | moeraswallaby         |
|  |                       |

|  | zwarte wallaroe                                                |
|  |                                                                |
|  | \| \| wallaroe \| \| \| \| \| \| antilopekangoeroe \| \| \| \| |
|  |                                                                |
|  | wallaroe                                                       |
|  |                                                                |
|  | antilopekangoeroe                                              |
|  |                                                                |

|  | wallaroe          |
|  |                   |
|  | antilopekangoeroe |
|  |                   |

|  | zwarte wallaroe                                                |
|  |                                                                |
|  | \| \| wallaroe \| \| \| \| \| \| antilopekangoeroe \| \| \| \| |
|  |                                                                |
|  | wallaroe                                                       |
|  |                                                                |
|  | antilopekangoeroe                                              |
|  |                                                                |

|  | wallaroe          |
|  |                   |
|  | antilopekangoeroe |
|  |                   |

|  | geslacht Notamacropus |
|  |                       |
|  | moeraswallaby         |
|  |                       |

|  | oostelijke grijze reuzenkangoeroe |
|  |                                   |
|  | westelijke grijze reuzenkangoeroe |
|  |                                   |

|  | zwarte wallaroe                                                |
|  |                                                                |
|  | \| \| wallaroe \| \| \| \| \| \| antilopekangoeroe \| \| \| \| |
|  |                                                                |
|  | wallaroe                                                       |
|  |                                                                |
|  | antilopekangoeroe                                              |
|  |                                                                |

|  | wallaroe          |
|  |                   |
|  | antilopekangoeroe |
|  |                   |

|  | zwarte wallaroe                                                |
|  |                                                                |
|  | \| \| wallaroe \| \| \| \| \| \| antilopekangoeroe \| \| \| \| |
|  |                                                                |
|  | wallaroe                                                       |
|  |                                                                |
|  | antilopekangoeroe                                              |
|  |                                                                |

|  | wallaroe          |
|  |                   |
|  | antilopekangoeroe |
|  |                   |

|  | geslacht Notamacropus |
|  |                       |
|  | moeraswallaby         |
|  |                       |

|  | zwarte wallaroe                                                |
|  |                                                                |
|  | \| \| wallaroe \| \| \| \| \| \| antilopekangoeroe \| \| \| \| |
|  |                                                                |
|  | wallaroe                                                       |
|  |                                                                |
|  | antilopekangoeroe                                              |
|  |                                                                |

|  | wallaroe          |
|  |                   |
|  | antilopekangoeroe |
|  |                   |

|  | zwarte wallaroe                                                |
|  |                                                                |
|  | \| \| wallaroe \| \| \| \| \| \| antilopekangoeroe \| \| \| \| |
|  |                                                                |
|  | wallaroe                                                       |
|  |                                                                |
|  | antilopekangoeroe                                              |
|  |                                                                |

|  | wallaroe          |
|  |                   |
|  | antilopekangoeroe |
|  |                   |

|  | geslacht Notamacropus |
|  |                       |
|  | moeraswallaby         |
|  |                       |

### Fossielen
Fossielen van oostelijke grijze reuzenkangoeroes werden gevonden in Pleistocene afzettingen in het zuidoosten van Queensland nabij Texas, en in het uiterste zuidwesten van New South Wales.

## Gedrag
Ze leven in gemengde groepen van verschillende groottes, mobs genoemd. Aangenomen wordt dat mannetjes zich tussen de leeftijd van drie en vijf jaar van hun geboortegrond verspreiden. Losse groepen worden gevormd op basis van een sterke neiging van kangoeroes om niet alleen te zijn, en veranderen voortdurend doordat allerlei individuen zich bij de groep voegen en anderen weer vertrekken. Grote groepen worden gevormd door de samensmelting van kleinere familie-eenheden, bestaande uit vrouwtjes en hun jongen van het voorgaande jaar, en de voorbijgaande associatie tussen mannetjes en een paringsbereid vrouwtje. Volwassen mannetjes en juvenielen zijn onregelmatig verdeeld over groepen. Kakelende geluiden worden gebruikt in de communicatie tussen moeder en jong, en tussen vrouwtjes die paringsbereid zijn en mannetjes. Een luid hoestachtig geluid wordt door beide geslachten gebruikt als ze gealarmeerd zijn, en door agressieve mannen. Een agressief mannetje kan een luid gegrom maken.

### Voortplanting
Grijze reuzenkangoeroes kunnen zich het hele jaar door voortplanten, maar de meeste paringen komen voor in de zomer. De jongen zijn in dat geval voldoende ontwikkeld om de buidel de volgende lente te verlaten, de gunstigste tijd van het jaar. Mannetjes tonen interesse in vrouwtjes die het paarseizoen naderen en blijven enkele dagen bij hen in de buurt voordat ze paren. Mannetjes snuffelen gewoonlijk aan de geslachtsopening van het vrouwtje en de ingang van de buidel, maken kakelende geluiden, klauwen aan het hoofd en grijpen naar de staart, en proberen te bestijgen voordat uiteindelijk een succesvolle paring plaatsvindt. De copulatie duurt vaak wel vijftig minuten. Een groot volume sperma vult de beide vagina-armen van de vrouwtjes. Na de paring blokkeert een prop gestold sperma met bloed de geslachtsopening gedurende enkele minuten tot enkele dagen. Hiermee zou een succesvolle paring door een ander mannetje worden voorkomen. De draagtijd is ongeveer 36 dagen. Kort voor het paren en voor de geboorte zwellen de tepels op en kan helder vocht door de geslachtsopening worden afgegeven. Het vrouwtje likt actief de buidel schoon. Bij de bevalling neemt het vrouwtje een gehurkte houding aan, met de staart naar voren gestoken met de tenen in de lucht en het gewicht op de hielen, waardoor de geboorteopening dichter bij de opening van de buidel komt. De pasgeborene klimt zonder hulp over de vacht en bereikt de buidel binnen enkele minuten. Kort daarna hecht hij zich aan een ongebruikte tepel. Soms worden tweelingen geboren, maar meestal is er maar één jong, met een gewicht van ruim 0,8 g. Als een vrouwtje nog zorgt voor een jong dat de buidel al heeft verlaten, is de tijd tussen opvolgende jongen ongeveer een jaar.

## Ecologie
Oostelijke grijze reuzenkangoeroes zijn wijd en continu verspreid over zones met hogere regenval tussen de droge vlaktes in het binnenland en de oostkust van Australië, en bewonen de semi-aride gebieden met struiken, en droge bossen. In het zuiden van Queensland komen de kangoeroes alleen voor in graslanden waar allerlei verschillende plantensoorten worden gegeten. In het droge zuidwesten van Queensland eten oostelijke grijze reuzenkangoeroes en schapen echter verschillende plantensoorten, ondanks de kleinere keuze tijdens droogte. De kangoeroes geven de voorkeur aan eenzaadlobbigen, die een lager eiwitgehalte hebben dan het voedsel dat de schapen eten. In laagland aan de kust in het zuidoosten van Queensland bewogen kangoeroes zich actief en graasden alleen in habitats met open kreupelhout. Oostelijke grijze kangoeroes hebben weinig natuurlijke vijanden. Ze worden al duizenden jaren bejaagd door Australische aboriginals voor hun vacht en vlees en later ook door Europese kolonisten. Afgezien van de mens jagen alleen dingo's echt op deze soort kangoeroe, maar er wordt aangenomen dat ze een minimaal effect hebben op de populatiegrootte.

## Verspreiding, populatieomvang en bescherming
De grijze reuzenkangoeroe leeft op beboste grasvlakten en in open bosland in Oost-Australië, in Oost- en Centraal-Queensland, New South Wales, Victoria, het zuidoosten van Zuid-Australië en de eilanden Tasmanië, Kingeiland en Kangaroo-eiland. De leefgebieden van oostelijke grijze kangoeroes variëren in grootte afhankelijk van het klimaat en het type habitat, en kunnen variëren van 5 tot 250 ha. Er zijn bijna 2 miljoen oostelijke grijze kangoeroes in Australië en de soort wordt daarom niet als direct met uitsterven bedreigd beschouwd. Er was een scherpe daling in de populatie van oostelijke grijze kangoeroes in de late jaren 1990, vooral in Tasmanië. Deze kangoeroes worden nu echter wettelijk beschermd door de Australische overheid en het grootste deel van hun verspreidingsgebied bevindt zich nu op privéterrein. Hierdoor is de populatie van de oostelijke grijze kangoeroe sindsdien voortdurend toegenomen. Er is een grote kangoeroe-industrie in Australië, maar het aantal kangoeroes dat elk jaar wordt gedood, wordt strikt gecontroleerd en gereguleerd door de Australische overheid. Alleen al in de vlaktes van New South Wales werden in 1976 vanuit de lucht ruim anderhalf miljoen exemplaren geteld van beide soorten grijze reuzenkangoeroe samen.

## Interactie met de mens
Onmiddellijk na de vestiging van Europeanen in Australië werden kangoeroes gebruikt voor vers vlees en huiden. Later werden ze beschouwd als een bedreiging van de landbouw, en werden jachtpartijen georganiseerd waarbij dieren werden geschoten schieten. Soms zijn kangoeroes ook bestreden door ze te vergiftigen. Aanvankelijk werden premies betaald op de huid van de kop, maar later werden de huiden verkocht voor de productie van leer. Vervolgens werden, om het aantal kangoeroes onder controle te houden, zowel huiden als vlees op de markt gebracht door een kleine industrie die van de autoriteiten een vergunning had gekregen voor de lokale handel en de export. Vanwege hun habitatvoorkeur voor gras van hoge kwaliteit en beschutting, hebben oostelijke grijze kangoeroes zich aangepast aan het leven in groene ruimten en overgebleven bossen in stedelijke landschappen in veel delen van Australië. Verkeersongevallen komen vaak voor en mensen zien een overbevolking van oostelijke grijze kangoeroes in de gefragmenteerde landschappen, waar resterende leefgebieden vaak geïsoleerd zijn en worden doorsneden door wegen en aangelegde infrastructuur.